# 霍恩林登
霍恩林登是德国巴伐利亚州的一个市镇。总面积17.32平方公里，总人口2883人，其中男性1465人，女性1418人（2011年12月31日），人口密度166人/平方公里。